# Ansis Dāle
Ansis Dāle (Riga, 14 september 1967) is een Lets voormalig windsurfer.

## Resultaten
| Jaar | Plaats    | Resultaten  |
| ---- | --------- | ----------- |
| 1992 | Barcelona | 29e Lechner |
| 1996 | Atlanta   | 20e Mistral |